# 費承
費承（?—?），三國時代蜀漢官員，大將軍費禕之子，費恭之兄長。

## 生平
費承父親費禕為蜀漢重臣，於延熙十六年（253年）被魏國降人郭脩所刺殺，費承繼承父親爵位。費承最後官至黃門侍郎。

## 備註
1. ↑  《三國志·費禕傳》：「禕歡飲沈醉，為循手刃所害，諡曰敬侯。子承嗣，為黃門侍郎。」